# Lynx issiodorensis
La lince d'Issoire (Lynx issiodorensis) era un mammifero carnivoro appartenente ai felidi. Visse tra il Pliocene inferiore e il Pleistocene inferiore (circa 5 - 1,5 milioni di anni fa) e i suoi resti fossili sono stati ritrovati in Europa, Asia e forse Africa.

## Descrizione
Questo animale era molto simile a una lince attuale, ma le dimensioni erano in media leggermente maggiori. L'altezza media al garrese era di circa 60 centimetri, e quindi Lynx issiodorensis era grande quanto gli esemplari più grandi tra le linci attuali. Le proporzioni corporee, inoltre, differivano notevolmente: questa specie possedeva un cranio relativamente più grande, con un muso più allungato e inserzioni per i muscoli masticatori più sviluppate. Il collo era più lungo e potente, mentre le zampe erano più corte e robuste. In tutte queste caratteristiche, L. issiodorensis assomigliava ai grandi felini tropicali come i leopardi (ed effettivamente era grande quanto un piccolo leopardo).

## Classificazione

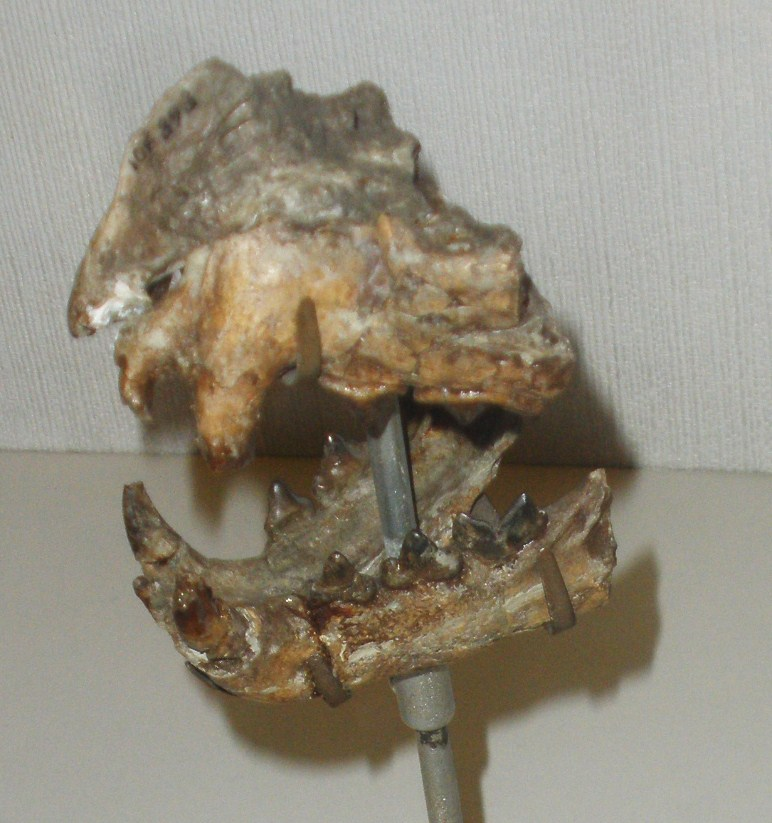
Fauci di Lynx issiodorensis

Questo animale venne descritto per la prima volta nel 1828, sulla base di resti fossili ritrovati nei pressi di Issoire in Alvernia (Francia) e descritti come Felis issiodorensis. I fossili vennero in seguito attribuiti al genere Lynx, ma la classificazione di questa forma non è affatto chiara. È stato ritenuto che questa forma fosse ancestrale alle odierne specie di linci (Kurten, 1978) o più specificatamente alla sola lince pardina (Lynx pardinus) (Werdelin, 1981). 
È probabile che vi fossero delle differenti cronosottospecie, tra le quali L. i. valdarnensis, che gradualmente ridussero la loro taglia fino a dare luogo all'attuale lince pardina (Cherin et al., 2013). Numerosi fossili di questa lince sono stati ritrovati in Europa (tra cui Francia, Italia, Germania, Spagna) e in Asia, ed è possibile che alcuni fossili africani siano anch'essi da attribuire a questa specie.

## Paleoecologia
Le caratteristiche morfologiche di L. issiodorensis indicano che questo animale era probabilmente in grado di cacciare prede più grandi rispetto a quelle delle odierne linci. È tuttavia altrettanto probabile che anche L. issiodorensis, come le linci attuali, si nutrisse anche di prede più piccole come i lagomorfi.